# Izbori za Konstituantu Kraljevine SHS 1920.
Izbori za Konstituantu Kraljevine SHS 1920. održali su se od 28. studenog 1920. godine.
Rezultati po pokrajinama:
Sjeverna Srbija (103):
Narodna radikalna stranka – 41,
Demokratska stranka – 32,
Savez zemljoradnika – 14,
Komunistička partija Jugoslavije – 14,
Republikanska demokratska stranka – 1,
Liberalna stranka – 1
Hrvatska i Slavonija (93):
Hrvatska pučka seljačka stranka – 50,
Demokratska stranka – 19,
Narodna radikalna stranka – 9,
Komunistička partija Jugoslavije – 7,
Hrvatska zajednica – 3,
Hrvatska pučka stranka – 3,
Hrvatska stranka prava – 2
Bosna i Hercegovina (63):
Jugoslavenska muslimanska organizacija – 24,
Savez zemljoradnika – 12,
Narodna radikalna stranka – 11,
Hrvatska težačka stranka – 7,
Komunistička partija Jugoslavije – 4,
Hrvatska pučka stranka – 3,
Demokratska stranka – 2
Južna Srbija (55):
Demokratska stranka – 24,
Komunistička partija Jugoslavije – 18,
Džemijet – 8,
Narodna radikalna stranka – 5
Vojvodina (44):
Narodna radikalna stranka – 21,
Demokratska stranka – 10,
Komunistička partija Jugoslavije – 5,
Bunjevačko-šokačka stranka – 4,
Jugoslovenska socijaldemokratska stranka – 3,
Savez zemljoradnika – 1
Slovenija (41):
Slovenska ljudska stranka – 15,
Samostalna kmetijska stranka – 9,
Jugoslavenska socijaldemokratska stranka – 7,
Komunistička partija Jugoslavije – 5,
Demokratska stranka – 3,
Narodno-socijalistička stranka – 2
Dalmacija (11):
Savez zemljoradnika – 3,
Hrvatska pučka stranka – 3,
Hrvatska zajednica – 1,
NL-Ante Trumbić – 1,
Komunistička partija Jugoslavije – 1,
Narodna radikalna stranka – 1,
Demokratska stranka – 1
Crna Gora (10):
Komunistička partija Jugoslavije – 4,
Demokratska stranka – 3,
Republikanska demokratska stranka – 2,
Narodna radikalna stranka – 1
| Stranke i koalicije                                                    | Stranke i koalicije                                                    | Glasova   | Postotak | Zastupničkih mjesta |
| ---------------------------------------------------------------------- | ---------------------------------------------------------------------- | --------- | -------- | ------------------- |
| Demokratska stranka – Ljubomir Davidović                               | Demokratska stranka – Ljubomir Davidović                               | 319.448   | 19,9 %   | 92                  |
| Narodna radikalna stranka – Nikola Pašić                               | Narodna radikalna stranka – Nikola Pašić                               | 284.575   | 17,7 %   | 91                  |
| Hrvatska pučka seljačka stranka – Stjepan Radić                        | Hrvatska pučka seljačka stranka – Stjepan Radić                        | 230.590   | 14,3 %   | 50                  |
| Komunistička partija Jugoslavije – Pavle Pavlović                      | Komunistička partija Jugoslavije – Pavle Pavlović                      | 198.736   | 12,4 %   | 58                  |
| Savez zemljoradnika i Samostalna kmetijska stranka – Mihailo Avramović | Savez zemljoradnika i Samostalna kmetijska stranka – Mihailo Avramović | 151.603   | 9,4 %    | 39                  |
| Jugoslavenska muslimanska organizacija – Mehmed Spaho                  | Jugoslavenska muslimanska organizacija – Mehmed Spaho                  | 110.895   | 6,9 %    | 24                  |
| Slovenska ljudska stranka – Anton Korošec                              | Slovenska ljudska stranka – Anton Korošec                              | 58.971    | 3,7 %    | 14                  |
| Hrvatska pučka stranka i Bunjevačko-šokačka stranka – Stjepan Barić    | Hrvatska pučka stranka i Bunjevačko-šokačka stranka – Stjepan Barić    | 52.333    | 3,3 %    | 13                  |
| Jugoslovenska socijaldemokratska stranka – Etbin Kristan               | Jugoslovenska socijaldemokratska stranka – Etbin Kristan               | 46.792    | 2,9 %    | 10                  |
| Hrvatska težačka stranka                                               | Hrvatska težačka stranka                                               | 38.400    | 2,4 %    | 7                   |
| Narodna turska organizacija Džemijet – Nexhip Draga                    | Narodna turska organizacija Džemijet – Nexhip Draga                    | 30.029    | 1,9 %    | 8                   |
| Hrvatska zajednica – Ivan Lorković                                     | Hrvatska zajednica – Ivan Lorković                                     | 25.867    | 1,6 %    | 4                   |
| Republikanska demokratska stranka – Ljubomir Stojanović                | Republikanska demokratska stranka – Ljubomir Stojanović                | 18.136    | 1,1 %    | 3                   |
| Hrvatska stranka prava – Vladimir Prebeg                               | Hrvatska stranka prava – Vladimir Prebeg                               | 10.880    | 0,7 %    | 2                   |
| Nezavisna lista – Ante Trumbić                                         | Nezavisna lista – Ante Trumbić                                         | 6581      | 0,4 %    | 1                   |
| Narodno-socijalistička stranka – Anton Pesek                           | Narodno-socijalistička stranka – Anton Pesek                           | 6186      | 0,4 %    | 2                   |
| Liberalna stranka                                                      | Liberalna stranka                                                      | 5061      | 0.3 %    | 1                   |
| ostali                                                                 | ostali                                                                 | 12.118    | 0.7 %    | 0                   |
| Ukupno                                                                 | Ukupno                                                                 | 1.607.201 | 100 %    | 419                 |

## Vanjske poveznice
- Monarhistička Jugoslavija